# 穆卡雅伊
02°25′48″N 60°54′00″W / 2.43000°N 60.90000°W

穆卡雅伊（葡萄牙語：Mucajaí），是巴西的城鎮，位於該國北部，由羅賴馬州負責管轄，始建於1982年，面積12,751平方公里，主要經濟活動有農業和採礦業，2013年人口15,890，人口密度每平方公里1.25人。